# 卜尔汉图镇
卜尔汉图镇，是中华人民共和国内蒙古自治区包头市昆都仑区下辖的一个乡镇级行政单位。

## 行政区划
卜尔汉图镇下辖以下地区：
张家营子第一社区、张家营子第二社区、乌兰计二村、乌兰计三村、南卜汉图村、打拉亥上村、打拉亥下村、背锅窑子村、新光一村、新光三村、新光八村、哈德门村、哈业脑包村、卜尔汉图嘎查、新光四村、新光五村、新光六村、新光七村和特钢工业园区。